# Junak 905
Junak 905 – motorower typu naked bike wyprodukowany przez firmę Junak. Produkowany jest od 2017 roku. Kierować nim mogą posiadacze prawa jazdy kategorii AM.
W niektórych Ośrodkach Szkolenia Kierowców oraz Wojewódzkich ośrodkach ruchu drogowego Junak 905 jest wykorzystywany m.in. do przeprowadzania kursu na prawo jazdy kategorii AM.
Produkowany jest również model Junak 905f zasilany gaźnikiem elektronicznym, oraz obecnie niedostępna wersja z silnikiem 125cm³ – Junak 128 .

## Dane techniczne/Osiągi[1]
- Silnik: singel czterosuwowy
- Pojemność silnika: 49 cm³
- Moc maksymalna: 3,8 KM
- Prędkość maksymalna: 45 km/h
- Hamulec Przedni: Tarczowy
- Hamulec Tylny: bębnowy
- Zasilanie Silnika: wtrysk elektroniczny